# Carl Nordenson
Pour les articles homonymes, voir Nordenson.
Carl Nordenson, né le 3 octobre 1871 dans la paroisse de Millesvik (sv) et mort le 6 février 1959 à Stockholm, est un dirigeant sportif suédois.

## Biographie
Il est le fils d'Olof Peter Nord et de Johanna Persson, un couple d'agriculteur. Il étudie à Norra Latin (en) où il rencontre Viktor Balck qui est l'un des enseignants de gymnastique. Carl Nordenson devient membre du club, Stockholms Gymnastikförening, et il participe à des compétitions de gymnastique en Suède et dans d'autres pays. Ensuite il se tourne vers le tennis où il obtient également des bons résultats. Sur le plan professionnel, il est employé par les chemins de fer suédois.
À partir des années 1890, il prend des responsabilités dans plusieurs associations suédoises. Entre 1895 et 1942, il est membre du conseil d'administration de l'Association pour la promotion du ski en Suède (sv) dirigé par Adolf Heijkenskjöld (sv). Entre 1906 et 1907, il est secrétaire de la Fédération suédoise de tennis (sv). Ensuite, il est secrétaire de la Fédération suédoise de ski (en) entre 1914 et 1937. Pour le compte de la fédération, il contribue à l'ouverture d'un musée du ski à Fiskartorpet (en). Les collections de ce musée sont désormais au Västerbottens museum.
Enfin, il a été le premier secrétaire général de la Fédération internationale de ski et il est considéré comme un des pionniers du ski suédois.

## Publications
Il a publié énormément d'articles et de livres sur le ski notamment pour la Association pour la promotion du ski en Suède (sv) où il était élu. Il a également été photographe pour l'association.